# Onthophagus parcepilosus
Onthophagus parcepilosus là một loài bọ cánh cứng trong họ Bọ hung (Scarabaeidae).